# نيسيفور نييبس
جوزيف نيسيفور نيبس (بالفرنسية: Joseph Nicéphore Niépce)‏ (ولد 7 مارس 1765 - وفاه 5 يوليو 1833)، فيزيائي ومخترع فرنسي. يعتبر رائد التصوير الفوتوغرافي. حيث حضر أول صورة فوتوغرافية بتعريض سطح حساس للضوء في آلة تصوير في أوائل صيف عام 1826. وقد عمل طويلاً مع لويس داجير وأجريا تحسينات على طريقة إعداد فيلم التصوير. وقد واصل داجير عمله بعد وفاة نيبس.

## أول صورة
صور جوزيف نيبس ساحة مدينته في غراس، وقد استغرق تظهير هذه الصورة ثمان ساعات.

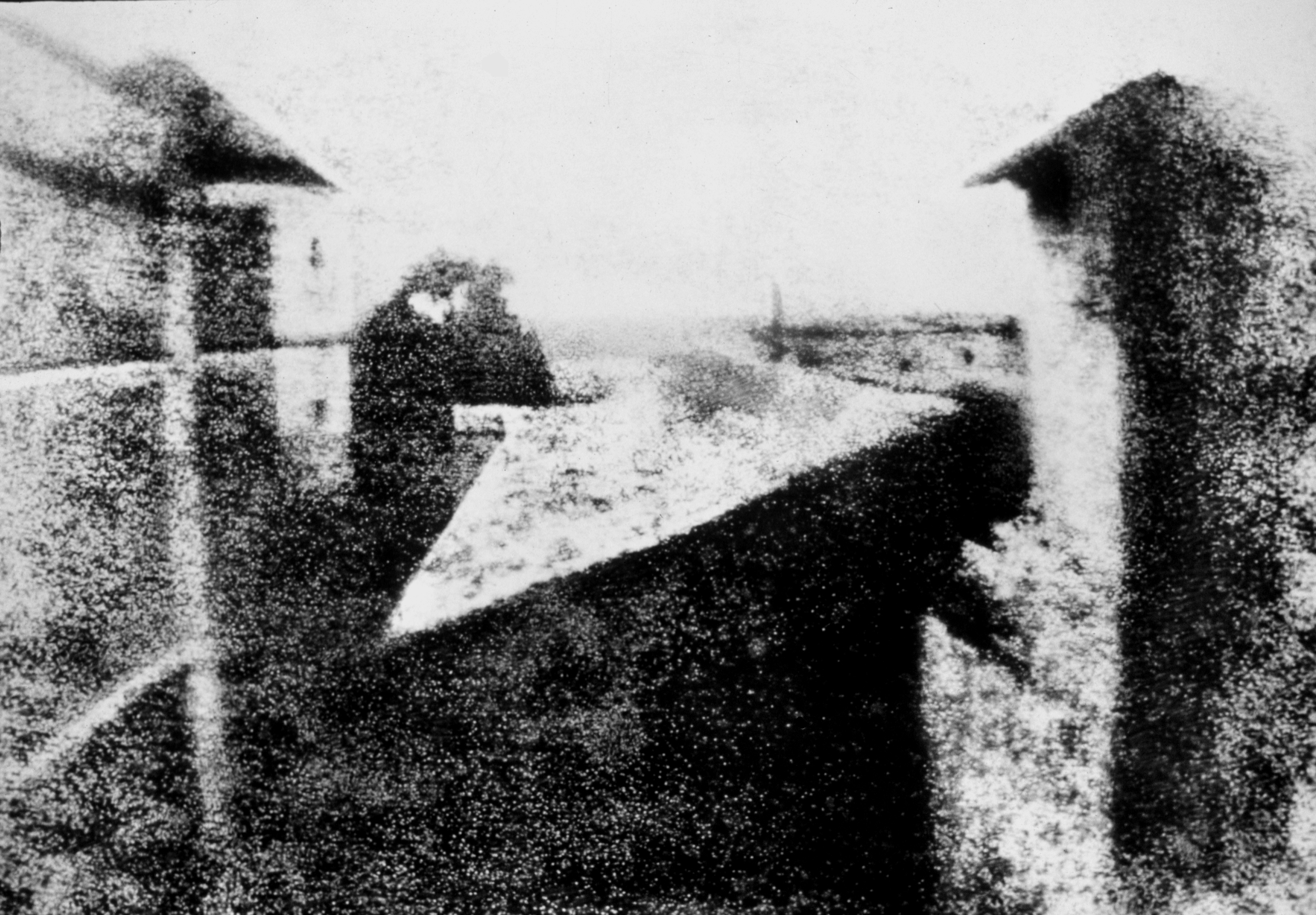
أقدم صورة باقية التقطها جوزيف نيبس عام 1826، تحمل عنوان "منظر من النافذة في لو غرا".

## روابط خارجية
- نيسيفور نييبس على موقع الموسوعة البريطانية (الإنجليزية)
- نيسيفور نييبس على موقع إن إن دي بي (الإنجليزية)